# Comté de La Crosse
Le comté de La Crosse est un comté situé dans l'État du Wisconsin aux États-Unis. Son siège est La Crosse. Selon le recensement de 2000, sa population était de 109 404 habitants.